# Kompromat (film)
Kompromat je francouzské filmové drama z roku 2022 režírované Jérômem Sallem, který se s Carylem Fereyem podílel také na scénáři. Předlohou thrilleru se stal skutečný případ Francouze Yoanna Barbereaua. Protože však produkce nezískala autorská práva ke zfilmování Barbereauova příběhu, vznikl fiktivní děj volně inspirovaný jeho útěkem z Irkutsku do Francie poté, co byl obviněn a v nepřítomnosti odsouzen na základě vytvořeného kompra.
Hlavní role ztvárnili Gilles Lellouche a Joanna Kuligová. Australská festivalová premiéra na přehlídce francouzských filmů organizované Alliance française se uskutečnila v březnu 2022. Do francouzských kin snímek zamířil v září téhož roku. 

## Děj
Francouzský ředitel Alliance française v Irkutsku Mathieu Roussel, organizace prosazující francouzskou kulturu a výuku francouzštiny, je obviněn Federální službou bezpečnosti (FSB) ze šíření dětské pornografie a zneužívání nezletilé dcery podle § 242 ruského trestního zákoníku. Vyfabulovaný kompromitující materiál – kompromat, znamená vazební uvěznění. Během něho se stává terčem fyzického násilí. Po přemístění na samotku jej do domácího vězení dostává irkutský obhájce. Rozpadající se vztah s manželkou vede k návratu ženy s dcerou ze Sibiře do Francie. Jejich odjezd však FSB podmínila křivým svědectvím ženy o ředitelově zneužívání dcery. Ve Francii pak manželka zveřejňuje, že byla k vymyšlenému obvinění donucena. 

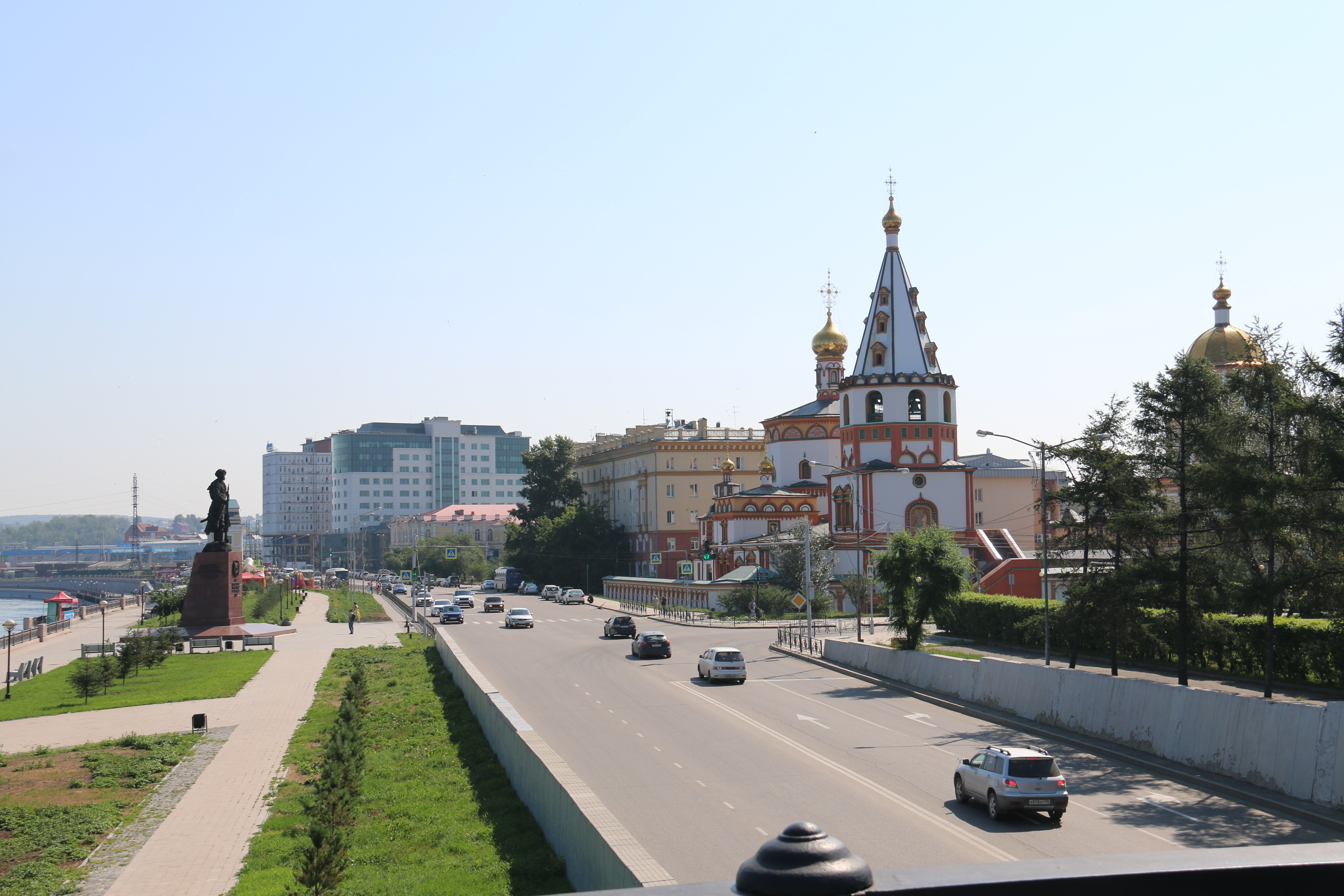
Francouz Mathieu Roussel žil s rodinou v Irkutsku na Sibiři

Roussel se před zatčením v jednom z klubů seznamuje se Světlanou, jejímž manželem je Saša – veterán z Čečny a syn místního velitele FSB Dmitrije Rostova. Tchán ji v klubu viděl vášnivě tancovat právě s Rousselem. Světlana věří ve Francouzovu nevinu a posílá mu do vězení jídlo, aniž by zadržený znal identitu dárkyně. Následně mu v domácím vězení obstarává SIM kartu. Poté co je Francouz advokátem varován, že mu soud udělí 10 až 15 let vězení, rozhodne se k realizaci riskantního útěku. Na základě vystopované SIM karty zastavuje ruská hraniční kontrola autobus na přechodu s Mongolskem, v němž ale uprchlíka nenachází. Rousselovi se daří dosáhnout Moskvy, kam jej přiváží duchovní v kufru auta, v němž se ukrýval před policejními zátarasy. 

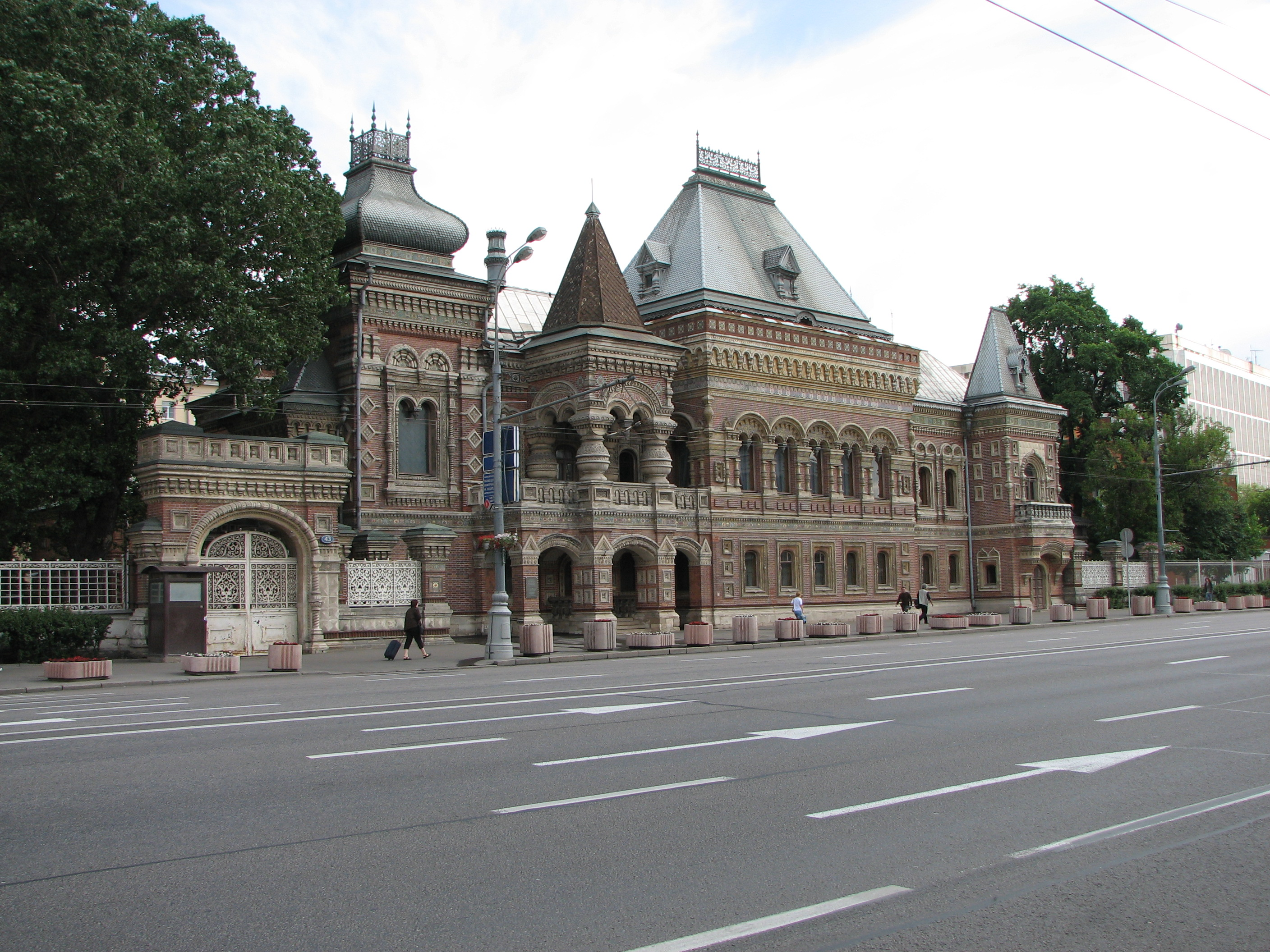
Během útěku se Roussel ukryl na francouzském velvyslanectví v Moskvě, z něhož se však rozhodl tajně prchnout

Na francouzském velvyslanectví získává azyl a příslib nebezpečného přechodu rusko-estonských hranic v utajení. Situaci však zkomplikuje jeho mobilní komunikace se Světlanou, vedoucí k jednoznačné identifikaci jeho moskevskému úkrytu ze strany ruských úřadů. Francie nehodlá riskovat diplomatickou roztržku a ochlazení vztahů s Ruskem kvůli jednomu učiteli francouzštiny. Navrhuje mu vydání se do ruského vězení a následné přemístění do vlasti, v níž by strávil zbytek trestu. Šokovaný z jednání diplomatů Roussel tajně opouští velvyslanectví rozhodnut uniknout z ruského území na vlastní pěst. Na ambasádě právě probíhá společenská akce za přítomnosti infiltrovaných pátračů z irkutské FSB, kteří se jej vydávají stíhat do moskevských ulic. Na Roussela čeká Světlana, která ho odváží k estonským hranicím. 
Z celostátního pátrání zná veřejnost identitu Francouze. Jeden z pumpařů oznámí polohu dvojice policii. Po milostném vzplanutí Mathieu naléhá na Světlanu, aby uprchla s ním. Ta návrh odmítá. Z následného tchánova telefonátu se dovídá o manželově oběšení, čímž ztrácí důvod k návratu domů. Irkutští agenti pronásledují Roussela do příhraničního lesa, s cílem jej zlikvidovat. Velitel Sagarine, bývalý příslušník speciálních sil, jenž byl nasazen při eliminaci teroristického útoku na beslanskou školu, se jej snaží utopit v bažině. Souboj má ale opačný konec, znamenající utopení Sagarina. Roussel vstupuje na estonské území v zádech s příslušníky FSB. Získává však ochranu estonských pohraničníků. 
Světlana se z médií dozvídá o zdařilém návratu ředitele do Francie. Ten však již na její telefonát nereaguje.

## Obsazení
| Gilles Lellouche         | Mathieu Roussel         |
| Joanna Kuligová          | Světlana                |
| Louis-Do de Lencquesaing | francouzský velvyslanec |
| Michail Gorevoj          | Dimitrij Rostov         |
| Alexej Gorbunov          | Borodin                 |
| Elisa Lasowská           | Alice Rousselová        |
| Danila Vorobjov          | Saša Rostov             |
| Judith Henryová          | Michèle                 |
| Igor Žižikin             | Sagarine                |
| Pierre Hancisse          | Juliene                 |
| Michail Safronov         | Ivanovič                |
| Marius Repsys            | Šakir                   |
| Olivia Malahieudeová     | Rose Russellová         |
| Saša Pilcin              | Sergej                  |
| Marius Cizauskas         | Stanislas               |
| Tanel Jonas              | Vladimir                |
| Larisa Kalpokaite        | Julia                   |
| Algirdas Latenas         | Boris                   |
| Vidas Petkevičius        | duchovní                |
| Artūras Lepiochinas      | Michail                 |

## Produkce
Původním záměrem producentů bylo zfilmování skutečného případu, jenž se měl týkat kauzy Yoanna Barbereaua související s kompromitujícím materiálem na jeho osobu. Poté co filmaři nezískali autorská práva, vznikl fiktivní příběh volně založený na Barbereauově příběhu a jeho knize Dans les geôles de Sibérie se zachováním některých skutečností. Natáčení probíhalo na lokacích Litvy namísto Ruska, jehož území filmaři vyhodnotili jako rizikové.

### Kauza Yoanna Barbereaua
Yoann Barbereau z Nantes působil jako ředitel francouzského centra Alliance française v Irkutsku. S ruskou manželkou Darjou vychovával tehdy pětiletou dceru Héloïse. V lednu 2015 jej podle jeho tvrzení mělo v domě fyzicky napadnout a unést deset mužů. O měsíc později bylo proti němu vzneseno obvinění ze šíření dětské pornografie a zneužívání dcery, což odmítl. Podle žaloby měl vložit obsah dětské pornografie na web určený pro potřeby matek. Obhájci však argumentovali, že důkazy byly do jeho počítače vloženy až po uvěznění. Důvodem diskreditace měl být Francouzův nemanželský poměr s ženou jednoho z představitelů irkutské veřejné moci.
Ve vazební věznici Barbereau setrval 71 dní, měsíce pak na psychiatrii a v domácím vězení. S hrozbou vysokého trestu se rozhodl 11. září 2016 z Irkutsku uprchnout. Mobilní telefon zanechal v autobusu směřujícím do Ulánbátaru, aby zmátl možné pronásledovatele. Podle jeho zjištění telefon do mongolské metropole dorazil, když byl na jeho facebookovém účtu zveřejněn status s polohou Ulánbátaru. Za využití aplikace pro spolujízdu BlaBlaCar se mu podařilo dojet do Moskvy. Manželka s dcerou odjely do Londýna. Ruská strana mu pohyb stížila mezinárodním zatykačem. Na francouzském velvyslanectví v Moskvě se skrýval přibližně rok. V důsledku neochoty pracovníků kauzu řešit se rozhodl pokračovat v úniku z Ruska bez avíza členům diplomatického sboru, za přispění ruského kamaráda jako převaděče. Po desetihodinovém pochodu lesem překročil státní hranici do jednoho z pobaltských států a v listopadu 2017 se vrátil do Francie. V Rusku se skrýval celkem čtrnáct měsíců a v nepřítomnosti byl odsouzen k 15 letům těžkých prací. Jeho advokát Olivier Arnaud uvedl, že „francouzská diplomacie přiznala, že selhala,“ a jeho klient měl žádat francouzské úřady, aby jej omilostnily.